# Crypto Engineering Company
Crypto Engineering Company war ein britischer Hersteller von Automobilen.

## Unternehmensgeschichte
Das Unternehmen aus London begann 1904 mit der Produktion von Automobilen. Der Markenname lautete Crypto. 1905 oder 1906 endete die Pkw-Produktion. Motorräder entstanden noch bis 1908.

## Automobile
Crypto verwendete viele zugekaufte Teile von anderen Herstellern. Das Modell 8 HP hatte einen Einbaumotor von De Dion-Bouton. Der Rahmen war eine Stahl-Holz-Konstruktion. Das Getriebe hatte drei Vorwärtsgänge plus Rückwärtsgang, die Antriebskraft wurde kardanisch auf die Hinterachse übertragen.

Den 10/12 HP trieb ein Zweizylindermotor von Tony Huber an. 1905 erschien der 8/10 HP mit einem Zweizylindermotor von Bentall und einem Fahrgestell von Dupressoir.

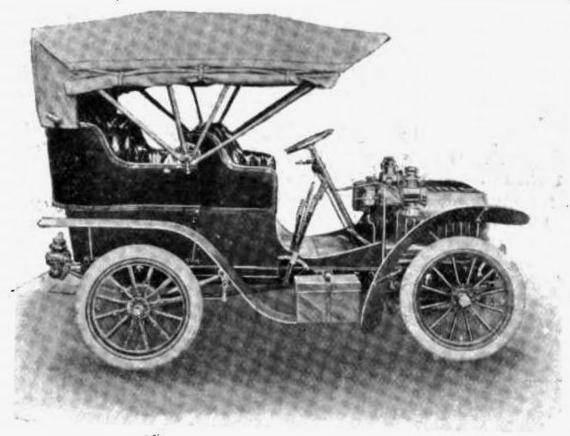
Crypto 8 HP (1904)